# ハカス人
ハカス人（Khakas）は、ロシア連邦ハカス共和国などに住むテュルク系民族。テュルク諸語のハカス語を話す。

## 概要
ハカスはロシア革命後に新たに与えられた民族名で、唐代にこの地域に住んでいたキルギス（クルグズ）を音写した「黠戛斯」の現代中国語発音に由来する。ハカス人は、西方に移住した現代キルギス人とともに古代キルギス人・堅昆の子孫といわれるが、サモエード系あるいはケット系民族との混交種族とも考えられる。
そのため、人種はモンゴロイドを基本として、コーカソイドの血も若干として混じっている。

## ハカス人の誕生
ロシア帝政期にミヌシンスク・タタール、アバカン・タタールなどと他称されたエニセイ上流域のテュルク系諸集団、サガイ、コイバル、ベルティル、カチン、キジル、ショルはロシア革命後の1919年に民族として統合され、「ハカス」と命名された。これは漢籍にみえる「黠戛斯」に基づいた復古的新名称である。「黠戛斯」は古代よりエニセイ上流域を根拠地としていたエニセイ・キルギスの漢字表記の一つである。

## 歴史
古代のキルギスは長身、赤髭、白皙、緑眼といったいわゆる白人であったと歴史書に記されており、言語も元来は非テュルク系（イラン系か？）だったものがテュルク化が進み、9世紀末～10世紀初頭に『イェニセイ碑文』を残すまでに至った。彼らは840年にモンゴル高原のウイグル帝国（回鶻）を崩壊させ、中央アジア南部のテュルク化を促進する原因を作ったことで史上に名高い。キルギスはその後もエニセイ上流域に盤踞していたが、中核的集団はジュンガル支配期（18世紀）に故地から移動させられて南遷し、残った者たちはハカス人となった。